# Liste des interprètes ayant chanté Georges Brassens
Vous pouvez aider à l'améliorer ou bien discuter des problèmes sur sa page de discussion.
- Il ne cite pas suffisamment ses sources. Vous pouvez indiquer les passages à sourcer avec {{référence nécessaire}} ou {{Référence souhaitée}}, et inclure les références utiles en les liant aux notes de bas de page. (Marqué depuis décembre 2018)
- Il doit être recyclé. La réorganisation et la clarification du contenu sont nécessaires. (Marqué depuis décembre 2018)

- Archive Wikiwix
- Bing
- Cairn
- DuckDuckGo
- E. Universalis
- Gallica
- Google
- G. Books
- G. News
- G. Scholar
- Persée
- Qwant
- (zh) Baidu
- (ru) Yandex
- (wd) trouver des œuvres sur Wikidata

Cette page, non exhaustive, recense les artistes ayant repris ou adapté des chansons de Georges Brassens, en français comme en d'autres langues.

## Reprises en français

### Albums
- Patachou chante Brassens[Note 1]

1953 : 25 cm Philips
2001 : CD Mercury/Universal
- Michel Frenc chante les succès de G. Brassens

1959 : EP Symphonium
- Barbara chante Brassens

1960 : 25 cm Odéon Barbara chante Brassens. Grand Prix du disque de l’Académie Charles-Cros 1960, catégorie : meilleure interprétation.
- Denis Pépin

1974 : Marinette, Les Amoureux des bancs publics, Le Mauvais Sujet repenti, Une jolie fleur
- Le Brassens des Frères Jacques

1977 : LP Arion
2002 : CD Arion
- Jean Bertola

1982 : Dernières Chansons (LP Philips - CD 1991 Philips, Phonogram)
1985 : Le Patrimoine de Brassens (LP Philips - CD 1991, Philips)
- Maxime Le Forestier chante Brassens

1979 (Polydor)
- Maxime Le Forestier : Le Cahier récré (17 chansons de Brassens à l'usage des garnements)

1998 (CD Polydor)
- Maxime Le Forestier : Le Cahier (84 chansons de Brassens en public)

1998 : coffret de 4 CD Polydor
- Le Forestier chante Brassens (l’intégrale 1ers et 2es cahiers)

2005 : coffret de 9 CD Polydor/Universal
- Divers chanteurs :

1992 : double CD Chantons Brassens Europe 1/Flarenasch/Musidisc (14 titres chantés + 14 instrumentaux)
1995 : réédition en simple CD Ils chantent Brassens, mais avec un ordre différent et 4 chansons inédites en bonus. Réédité en 2005 avec une couverture différente.
1991 : CD Génération chante Brassens . Disques Tréma. Editions Warner Chappel/Polygram- Dir. artistique Alice Donna- Arrangements José Souc-  Avec: Charlotte Grenat; Jean-françois Varlet; Fabienne Lanzoni; Thierry Batteux; Yves Geiger; Sophie Martin; Béatrice Richet; Syka; Pascal Assy; Stéphane Alexandre-
- Renée Claude : J'ai rendez-vous avec vous

1993 : CD Transit (Québec)
- James Ollivier dit et chante Brassens et les poètes

2001 : CD EPM
- Koen de Kauter Chante Brassens - Live

1998 : CD MAP Records
- La Troupe du Phénix : Le Petit Monde de Georges Brassens

2001 : CD ULM
- Jojo à Gogo : Brassens band en concert

2005 : CD Tam-Attitudes
- Renaud chante Brassens

1996 : CD Virgin
- Tonton Georges Trio :

1996 : CD Brassens revu et incorrigible
2004 : CD Brassens le libertin
- Hervé Suhubiette avec Philippe Gelda : Brassens

2006 (CD live, Couplets Veston / L'Autre)
- Yves Uzureau

1997 : Bobino 1996-97 CD Chrysalide
2004 : Yves Uzureau interprète Brassens CD Chrysalide
2016 : Les premières chansons de Georges Brassens, cd 6 titres inclus dans le livre Georges Brassens Premières chansons (1942-1949), Le Cherche midi.
- Projet Brassens (quartette britannique)

2000 : CD La Marine
2003 : CD Le Vent
- Joël Favreau et Jean-Jacques Franchin : Salut Brassens

2001 : CD Vol. 1, Le Chant du monde/Harmonia Mundi
2004 : CD Vol. 2, Le Chant du monde/Harmonia Mundi
- Divers chanteurs : Les Oiseaux de passage

2001 : CD Mercury 18 titres
2006 Putain de toi, un hommage à Georges Brassens: CD Mercury 20 titres dont 10 du précédent et 10 nouveaux dont 1 récité. Participent à cet album Yann Tiersen, Natacha Régnier, Tété, Bénabar, Olivia Ruiz, The Hyènes, Têtes Raides, Pauline Croze, Tarmac, Stephan Eicher, Taraf de Haïdouks, Juliette, Yuri Buenaventura, Miossec, Dionysos, Noir Désir, Renan Luce, Tanger, Keren Ann, Jehro, Arthur H, Carla Bruni, Magyd et Grand Corps Malade.
- Concurrence déloyale chante Brassens

1996 : CD, Septième Étage
2002 : CD live 16 titres, Septième Étage
- Bruno Granier et Claude Duguet : Sauf le respect que l'on vous doit

2003 : CD
- Mej Trio interprète Brassens (1994, avec la participation de Raymond Devos lisant un texte)

Depuis la fin des années 1980, tous les concerts et enregistrements de ce trio sont des reprises de Brassens (deux K7 et huit albums dont quatre live)
- Verdier, Bonnefon, Salinié, chantent Brassens

2006 : CD, Ariane Productions
- Brassen's Not Dead : Brassen's Not Dead

2006 : CD, Nova Express Records
- Kristo Numpuby : Brassens en Afrique

2007 : CD, Lon Yes/Nocturne
- Les Faussaires : La Voie du maître

2008 :
- Mélanie Dahan : La Princesse et les Croque-notes (2 titres seulement sont de Brassens)

2008 : CD Cristal Records
- Goun : Brassens, la révolte tranquille

2008 : CD Alhambra
- Christian Guyomard : Chante Brassens, 12 chansons

2008 : CD EG
- Éric Lareine et Loïc Lantoine : Les Étrangers Familiers, Un salut à Georges Brassens (2009)

- Brassens chanté par... Les Ogres de Barback, Debout sur le Zinc, Aldebert, Agnès Bihl, Yves Jamait, Weepers Circus (CD Formulette, 2011)

- Pensez à moi - 9 chansons de jeunesse de Brassens : 3 chansons chacun, à partir de textes de Brassens mis en musique par Olivier Daviaud. Chansons interprétées par Bertrand Belin, François Morel et Olivier Daviaud (CD Télérama, 2011)

- Georges Chelon : Chante Brassens (EPM / Universal, 2013)

- Andrée Simons : Chante Georges Brassens (Mfp /EMI, 1973)

- Lily Dardenne : Dardenne chante Brassens (arrangements de Robert le Gall), CD 2011, Album « Retouches »

- Marie d'Épizon : En souvenir de vous... (2014, cd ADSA)

- Trio Callipyge chante Brassens

2005 : Airjprod
- Christian Roberge : Planète Brassens[1]

2016 : CD Véga Musique (Québec, Canada)

### Chansons isolées
- Juliette Gréco : Chanson pour l'Auvergnat (1955), La Marche nuptiale (1958), Le Temps passé (1961)[Note 2]
- Les Compagnons de la Chanson : Chanson pour l'Auvergnat, La Prière
- Françoise Hardy : Il n'y a pas d'amour heureux, dans l'album Ma jeunesse fout le camp (1967)
- Georges Chelon : Le Vent, dans l'album Georges Chelon chante la Seine (1991)
- Michel Rivard : La Princesse et le Croque-notes, dans l'album Le Goût de l'eau… et autres chansons naïves (1992)
- Nina Simone[2] : Il n'y a pas d'amour heureux (en français en 1993 sur l'album A Single Woman[3]).
- Sinsemilia : La Mauvaise Réputation sur l'album Résistances (1998)
- So Kalmery : Brave Margot (vers 2000)
- Johnny Hallyday : Le Parapluie sur l'album Ma chanson d'enfance (2001)
- Agnès Bihl : La Complainte des filles de joie, dans l'album Merci Maman Merci Papa (2005)
- Malek : Il n'y a pas d'amour heureux, dans l'album Lhssad (Platinium Music, Maroc, 2007)
- Danyel Waro : La Mauvaise Réputation (2011)
- Noir Désir : Le Roi, disponible sur l'album Soyons désinvoltes, n'ayons l'air de rien (2011)
- Demi Portion : Mécréant (2012)
- Les Ogres de Barback : Les Sabots d'Hélène, dans l'album Pitt Ocha et la tisane de couleurs (2013)
- Sanseverino : Supplique pour être enterré à la plage de Sète, dans l'album Le Petit Bal Perdu (2014)
- Pomplamoose ft. John Schroeder : An old French tune (by Georges Brassens) (2019), reprise de Je me suis fait tout petit
- Michel et Cathy: Michel Vivoux et Cathy Fernandez     Pause Brassens 2013 !
- Renaud : Bonhomme sur l'album Métèque, 2022

## Reprises instrumentales
- 1974 : L'orchestre de Jean-Claude Vannier interprète les musiques de Georges Brassens

Chanson pour l'Auvergnat - Les Sabots d'Hélène - Les Amoureux des bancs publics - Stances à un cambrioleur - Le 22 septembre - La Mauvaise réputation - Les Copains d'abord - Je me suis fait tout petit - Supplique pour être enterré à la plage de Sète - Jeanne - Les Amours d'antan - Bonhomme.
- 1979 : Georges Brassens joue avec Moustache et les Petits Français
- 1980 : Le Fossoyeur par René Bottlang sur son disque In Front
- 1983 : Hampton, Salvador[Note 3], Clark Terry, Moustache et leurs amis jouent Brassens[Note 4]
- 2001 : Rodolphe Raffalli : À Georges Brassens, Frémeaux & Associés
- 2006 : Rodolphe Raffalli :À Georges Brassens vol.2 Frémeaux & associés
- 2020 : Brassens en une seule guitare (2020) par Jean-Félix Lalanne

## Reprises en d'autres langues que le français
Cette section retient en priorité les disques entièrement consacrés aux chansons de Georges Brassens.
- Allemand
  - Der schlechte Ruf, Danny singt Chansons von Georges Brassens, Metronome MLP 15218
  - Handstreych singt Brassens, CD Trend Records, 2002.
  - Des traductions ont été faites par Didier Caesar, du duo belgo-franco-allemand Stéphane & Didier.
  - Des traductions de Ralf Tauchmann sont plus fidèles à l'ambition littéraire de Brassens.
  - Franz Josef Degenhardt :
    - Junge Paare auf Bänken, CD Polydor/Universal, 1992.
    - Vorsicht Gorilla, CD Polydor/Universal, 1992.

- Autrichien
  - Peter Blaikner : Ich bitte nicht um deine Hand - Peter Blaikner singt Brassens 1997

- Anglais
  - Graeme Allwright : Graeme Allwright Sings Georges Brassens (adaptations d'Andrew Kelly), LP Philips, 1985.
  - Jake Thackray : Brother Gorilla, 1969
  - Bad Reputation : Pierre de Gaillande Sings Georges Brassens (adaptations de Pierre de Gaillande), Barbes Records 2010.
  - Joe Flood : Joe Flood translates and sings Georges Brassens 2014

- Basque
  - Anje Duhalde (eu) : Georges Brassensen kantari, CD Elkar, 2000.

- Catalan
  - Miquel Pujadó :
    - La mala herba, CD Tecnosaga, 1992.
    - Els companys primer, CD Urantia, 1993.
    - El temps no te cap importancia, CD Columna MúsicaLa, 2003.

- Chilien
  - Eduardo Peralta : Canta a Brassens, CD Alerce, 2001.
  - Ángel Parra : Angel Parra de fiesta con Georges Brassens, CD EPM, 2004.

- Corse
  - Pierre-Joseph Ferrali a traduit 151 chansons de Georges Brassens.

- Créole martiniquais
  - Sam Alpha :
    - L'anmitié solid (Les Copains d'abord), CD Pomme Music/Sony Music, 1991.
    - Mwen viré piti (Je m'suis fait tout petit), CD Pomme Music/Sony Music, 1996.
    - Lanbi mon gran non le twonpet (Les Trompettes de la renommée), CD Pomme Music/Sony Music, 2000.

- Créole réunionnais
  - Pat jaune :
    - Mon vieux Léon, CD Ti catounes, 2002.

  - Danyel Waro :
    - La Mauvaise réputation, CD Monmon, 2017.

- Espagnol
  - Paco Ibáñez :
    - Paco Ibáñez canta Brassens, LP A flor de tiempo, 1979.
    - Paco Ibáñez canta Brassens, CD A flor de tiempo/Universal, 1996.

  - Javier Krahe a traduit et interprété deux chansons:
    - La Tormenta (L'Orage) sur l'album en direct, La mandrágora, 1981
    - Marieta (Marinette) sur l'album en direct, Elígeme, 1988

- Espéranto
  - Jacques Yvart :
    - Jacques Yvart kantas Georges Brassens, CD Vinilkosmo/Mosaic Music, 1998.
    - Brassens plu, CD Vinilkosmo, 2011.

- Finlandais
  - Tuula Amberla : Hieman pornografista - Mutta Kaunista, 1985

- Hébreu
  - Yossi Banaï (en) :
    - Banaï chante et raconte Brassens (enregistrement public), LP 1969.
    - Banaï chante et raconte Brassens (enregistrement public), CD Ness Music, 1997.

- Italien
  - Fabrizio De André : plusieurs chansons dans différents albums (Volume I, Tutti morimmo a stento, Volume III, etc.)
  - Pardo Fornaciari : Porci, poveracci e vecchi malvissuti - Georges Brassens a Livorno, CD Titivillus, 2003.
  - Andrea Belli : interprétations en duo guitares sur sa chaîne Youtube.

- Japonais
  - Fubuki Koshiji (en) : Les Amoureux des bancs publics

- Kabyle
  - Idir chante Brassens : Les trompettes de la renommée.

- Lombard
  - Nanni Svampa :
    - Canta Brassens, LP Edizioni Durium, 1964.
    - Vol 1, Vol. 2, Vol. 3, LPs Edizioni Durium, 1971.
    - Brassens a Milan, 2 CD Musique du Monde/Proper, 2007.
    - Brassens in Italiano, 2 CD Musique du Monde/Proper, 2007.

- Lorrain
  - Camille et Xavier Pontoy : Chanson pour l'Auvergnat en lorrain roman, 2010.

- Néerlandais
  - Köningstheaterakademie singt Brassens, CD AMR Productions, 2006.

- Occitan
  - Corne d'aur'Oc :
    - Brassens chanté en sétois, vol. 1, CD Aura/Occitania Productions, 2000.
    - Brassens chanté en langue d’oc, vol. 2, CD Aura/Occitania Productions, 2000.

  - André Chiron :
    - Canto Brassens en provençau LP, Sapem, 1977.
    - Canto Brassens en provençau CD Vol. 1 et Vol. 2, Musicast/La Puce musicale, 2002.

  - Claude Marti :
    - Brassens en Oc CD Nord/Sud Music Al Sùr, 2010.

- Polonais
  - Justyna Bacz : Brassens mon amour 2008 CD Agencja B-K.
  - Piotr Machalica, Jacek Kaczmarski, Iwona Nasiłowska, Edward Stachura, Zespół Reprezentacyjny (pl) et Jarosław Ziętek (coffret 3 CD z piosenkami Georgesa Brassensa).

- Russe
  - Alexandre Avanessov (Александр Аванесов) : Brassens en russe (Брассенс по-русски) coffret de 6 CD, 2006.
  - Marc Freidkine (Марк Фрейдкин) : Chansons de Georges Brassens et romances tardives (Песни Жоржа Брассенса И Запоздалые Романсы), CD de 2020.

- Suédois
  - Thorstein Bergman : Thorstein Bergman sjunger Georges Brassens, EMI, 1984.
  - Pierre Ström : Ökänd, YTF records, 1986.

- Tchèque
  - Jiří Dědeček (cs) : Jiří Dědeček chante Brassens, CD Zona, 1998.